# Asociación de Fútbol Profesional de Loja
La Asociación de Fútbol Profesional de Loja es una subdivisión de la Federación Deportiva de Loja en el Ecuador. Funciona como asociación de equipos de fútbol dentro de la provincia de Loja. Bajo las siglas AFPL, esta agrupación está afiliada a la Federación Ecuatoriana de Fútbol, organiza el Campeonato Provincial de Segunda Categoría de Loja todos los años con la participación de equipos de la localidad, además de equipos de Zamora Chinchipe hasta 2019.
La AFPL incluye los siguientes equipos:
Serie A de Ecuador
- Libertad Fútbol Club (Loja)

Segunda Categoría de Loja
- Liga Deportiva Universitaria de Loja (Loja)
- JVC Futbol Club (Loja)
- Club Universidad Técnica Particular de Loja (Loja)
- Loja Fútbol Club (Loja)
- La Castellana Fútbol Club (Loja)
- Pumas de Catacocha (Paltas-Catacocha)
- Academia Manuel Suquilanda Sporting Club (Macará)
- Italia Fútbol Club (Loja)
- Club Deportivo Valle de Catamayo (Catamayo)
- Lojanos Sporting Club (Catamayo)
- Sports Boys Fútbol Club (Quilanga)
- Club Deportivo Ciudad de Loja (Loja)
- Club Social y Deportivo Búffalos (Loja)
- Club Deportivo Loja Federal (Loja)
- Club Sportivo Loja (Loja)
- Club Social y Deportivo Borussia (Loja)
- Club Sport Villarreal (Cariamanga)
- Club Social y Deportivo Reina del Pindal (Pindal)
- Club Municipal Saraguro (Saraguro)
- Club Deportivo Formativo El Volante (Loja)
- Club Deportivo La Tebaida (Loja)

## Campeonatos
| Equipo                                 | Campeonatos | Subcampeonatos | Años campeón                       |
| -------------------------------------- | ----------- | -------------- | ---------------------------------- |
| UTPL                                   | 6           | 3              | 2003, 2004, 2005, 2006, 2007, 2008 |
| Liga de Loja                           | 3           | 2              | 1988, 1998, 2002                   |
| Ciudad de Loja                         | 2           | 3              | 1990, 1993                         |
| Italia F. C.                           | 2           | 1              | 2013, 2015                         |
| Liga Bernardina                        | 2           | 1              | 1991, 1995                         |
| Libertad F. C.                         | 2           | 0              | 2020, 2021                         |
| Atlético Zamora                        | 2           | 0              | 2022, 2023                         |
| Loja Federal                           | 1           | 2              | 2019                               |
| Borussia                               | 1           | 1              | 1989                               |
| Búffalos                               | 1           | 1              | 2009                               |
| JVC F. C.                              | 1           | 1              | 2010                               |
| Ciudad de Yantzaza                     | 1           | 1              | 2017                               |
| Valle de Catamayo                      | 1           | 1              | 2018                               |
| Cabo Minacho                           | 1           | 0              | 1988                               |
| Loja F. C.                             | 1           | 0              | 2011                               |
| Academia M-S S. C.                     | 1           | 0              | 2012                               |
| El Volante                             | 1           | 0              | 2014                               |
| La Tebaida                             | 1           | 0              | 2016                               |
| Liga Deportiva Estudiantil 1.° de Mayo | 0           | 2              |                                    |
| Zamora Huayco                          | 0           | 2              |                                    |
| Zaragoza F. C.                         | 0           | 2              |                                    |
| Automotriz Macas                       | 0           | 1              |                                    |
| Reina del Pindal                       | 0           | 1              |                                    |
| Sport Villarreal                       | 0           | 1              |                                    |
| Independiente de Pindal                | 0           | 1              |                                    |